# علي بيغلوي عليا
علي بيغلوي عليا (بالفارسية: علی‌بیگلوی علیا) هي منطقة سكنية تقع في قسم تشاراويماق الجنوبي الغربي الريفي في إيران. يقدر عدد سكانها بـ 116 نسمة .